# 24 Heures du Mans 2018
Navigation
Édition précédente Édition suivante
Les 24 Heures du Mans 2018 sont la 86e édition de l'épreuve, la 2e manche du calendrier du Championnat du monde d'endurance FIA 2018-2019 et se déroulent les 16 et 17 juin 2018 sur le circuit de la Sarthe. Le calendrier du championnat a la particularité d'accueillir deux éditions des 24 Heures du Mans, les éditions 2018 et 2019.

## Contexte avant la course
Le 18 juillet 2017, Porsche annonce son retrait du championnat du monde d'endurance FIA et ne se représentera donc pas à sa propre succession, la marque allemande préférant se tourner vers un engagement en Formule E.
Audi ayant mis un terme à son implication en endurance à la fin du championnat 2016, Toyota reste le seul constructeur officiellement engagé en LMP1 pour cette édition.
La longueur du circuit a été réduite de 3 mètres à la suite de travaux dans les virages Porsche.
La course, dont la liste des engagés a été révélée le 9 février, fait partie de la Super Saison 2018-2019 qui comporte deux fois la course des 24 Heures puisque incluant aussi l'édition de 2019. À cet effet, l'attribution du nombre de points est modifiée. L'affiche est quant à elle officiellement dévoilée le 22 novembre 2017.
À la suite de la suppression des Grid Girls au départ des courses de F1 et de la polémique qui s'ensuivit, l’ACO a déclaré vouloir maintenir celles-ci pour les 24 Heures du Mans. Depuis 2015, des Grid Boys ont été intégrés.
Jacky Ickx est nommé Grand Marshall de cette 86e édition par le président de l'ACO Pierre Fillon, tandis que le départ sera donné par le tennisman Rafael Nadal. Ce dernier déclare que « lorsque j’agiterai le drapeau pour donner le départ, ce sera avec la plus grande fierté et une immense émotion ».

## Engagés

### Invités

#### 56estand
Cette année, le « stand 56 », réservé aux innovations, n'est pas occupé.

#### Invitations automatiques

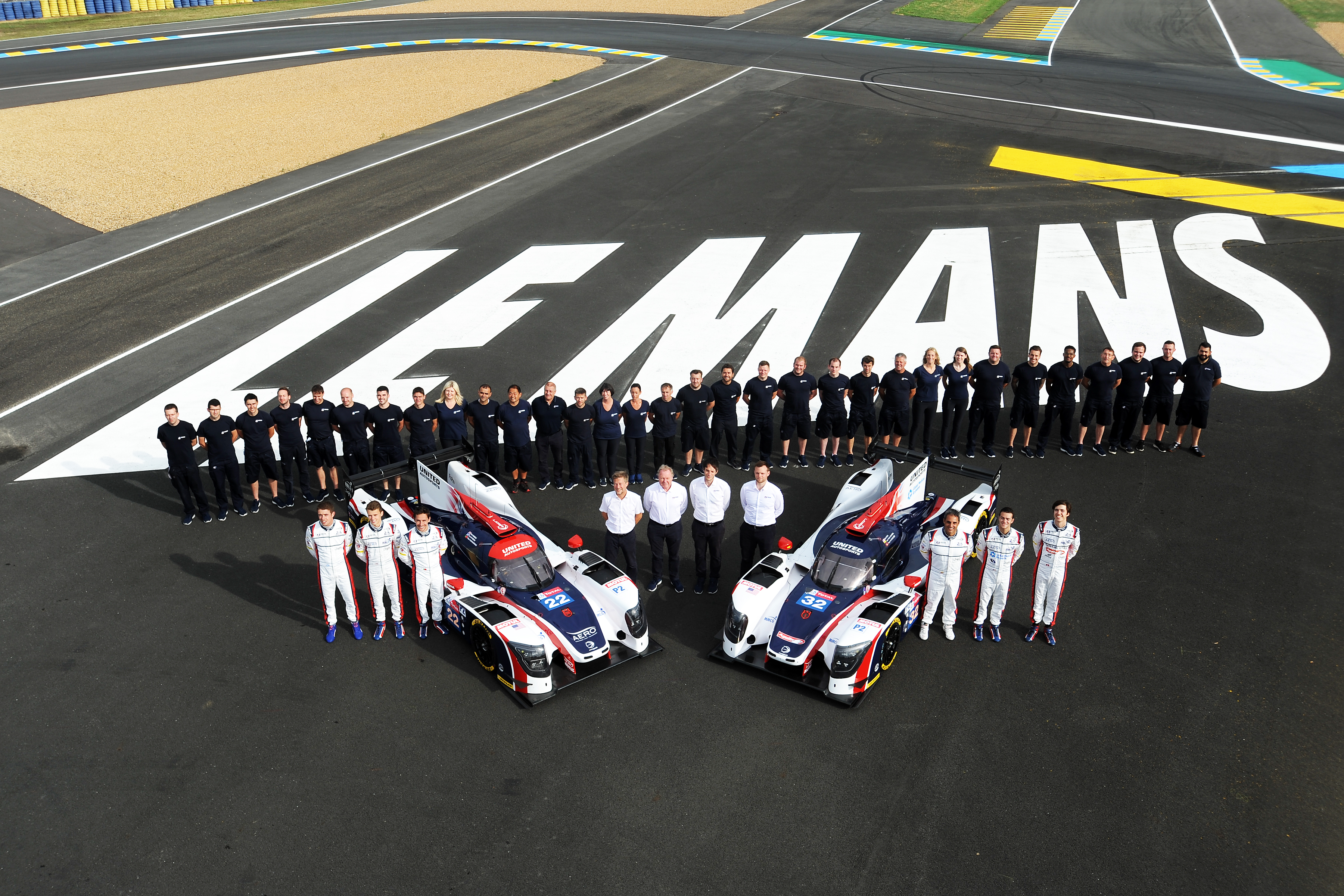
L'équipe United Autosports est invitée en tant que champion en ELMS en 2017.

Des invitations automatiques sont attribuées aux écuries qui ont gagné leur classe lors des précédentes 24 Heures du Mans, ou qui ont remporté le championnat European Le Mans Series, Asian Le Mans Series ou Michelin Le Mans Cup. La deuxième place du championnat LM GTE de l'European Le Mans Series remporte également une invitation automatique. Deux participants du WeatherTech SportsCar Championship sont sélectionnés par l'IMSA pour être automatiquement inscrits auprès de l'ACO indépendamment de leurs performances ou de leurs catégories. Comme les invitations sont accordées aux écuries, elles sont libres de changer leur voiture de l'année précédente à la suivante, par contre elles ne doivent pas changer de catégorie. Les invitations envoyées aux équipes LM GTE des championnats European Le Mans Series et Asian Le Mans Series peuvent choisir entre les catégories LM GTE Pro et LM GTE Am. Le champion LMP3 de l'European Le Mans Series doit se présenter en catégorie LMP2, tandis que le champion LMP3 de l'Asian Le Mans Series peut choisir entre les catégories LMP2 ou LM GTE Am. Le champion LMP3 du championnat Michelin Le Mans Cup ne reçoit pas d'invitation tandis que le champion GT3 du championnat Michelin Le Mans Cup est limité à la catégorie LMGTE Am.
| Raison de l'invitation                                | LMP1                   | LMP2                  | LMGTE Pro           | LMGTE Am       |
| ----------------------------------------------------- | ---------------------- | --------------------- | ------------------- | -------------- |
| Vainqueur des 24 Heures du Mans 2017                  | Porsche Team           | Jackie Chan DC Racing | Aston Martin Racing | JMW Motorsport |
| Champions ELMS 2017 (LMP2 et GTE)                     |                        | G-Drive Racing        | JMW Motorsport      | JMW Motorsport |
| Deuxième ELMS 2017 (GTE)                              |                        | TF Sport              | TF Sport            |                |
| Champion ELMS 2017 (LMP3)                             | United Autosports      |                       |                     |                |
| WeatherTech SportsCar Championship                    | JDC Miller Motorsports | Keating Motorsports   |                     |                |
| Champions Asian Le Mans Series 2016-2017 (LMP2 et GT) | Jackie Chan DC Racing  | FIST-Team AAI         | FIST-Team AAI       |                |
| Deuxième Asian Le Mans Series 2016-2017 (GT)          |                        |                       | FIST-Team AAI       |                |
| Champion Asian Le Mans Series 2016-2017 (LMP3)        | Jackie Chan DC Racing  |                       |                     |                |
| Champion Michelin Le Mans Cup 2017 (GT3)              |                        | Ebimotors             |                     |                |

Chaque invitation ne pourra être accordée que si la voiture concernée est engagée en 2018 dans l’un des trois championnats suivants : l'Asian Le Mans Series, l'European Le Mans Series ou l'IMSA WeatherTech SportsCar Championship.
Porsche, du fait de son retrait de la catégorie LMP1 ne bénéficiera pas de son invitation. Le FIST-Team AAI, à cause d'un manque de temps pour préparer le dossier a également décliné ses deux invitations.

### Liste officielle

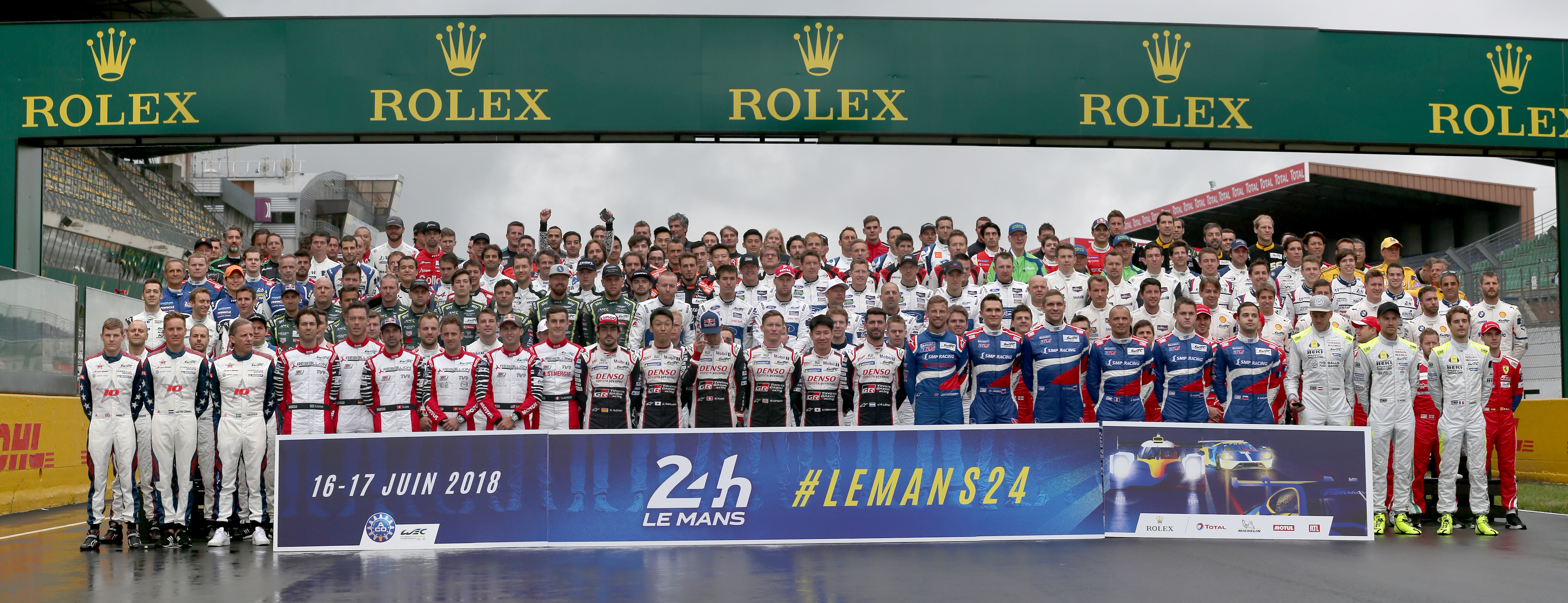
Photographie de l'ensemble des pilotes participant à cette édition.

- Championnat du monde d'endurance FIA
- European Le Mans Series
- United SportsCar Championship
- Asian Le Mans Series
- Michelin Le Mans Cup

| 1         |  | Rebellion Racing           | Rebellion R13-Gibson         | M | André Lotterer      | Bruno Senna            | Neel Jani                |
| 3         |  | Rebellion Racing           | Rebellion R13-Gibson         | M | Mathias Beche       | Gustavo Menezes        | Thomas Laurent           |
| 4         |  | ByKolles Racing            | Enso CLM P1/01-Nismo         | M | Oliver Webb         | Tom Dillmann           | Dominik Kraihamer        |
| 5         |  | CEFC Manor TRS Racing      | Ginetta G60-LT-P1-Mecachrome | M | Charlie Robertson   | Mike Simpson           | Léo Roussel              |
| 6         |  | CEFC Manor TRS Racing      | Ginetta G60-LT-P1-Mecachrome | M | Oliver Rowland      | Alex Brundle           | Oliver Turvey            |
| 7         |  | Toyota Gazoo Racing        | Toyota TS050 Hybrid          | M | Mike Conway         | Kamui Kobayashi        | José María López         |
| 8         |  | Toyota Gazoo Racing        | Toyota TS050 Hybrid          | M | Sébastien Buemi     | Kazuki Nakajima        | Fernando Alonso,         |
| 10        |  | DragonSpeed                | BR Engineering BR1-Gibson    | M | Ben Hanley          | Henrik Hedman          | Renger van der Zande     |
| 11        |  | SMP Racing                 | BR Engineering BR1-AER       | M | Mikhaïl Aleshin     | Vitaly Petrov          | Jenson Button            |
| 17        |  | SMP Racing                 | BR Engineering BR1-AER       | M | Stéphane Sarrazin   | Egor Orudzhev          | Matevos Isaakyan         |
| LMP2      |  |                            |                              |   |                     |                        |                          |
| 22        |  | United Autosports          | Ligier JS P217-Gibson        | D | Phil Hanson         | Filipe Albuquerque     | Paul di Resta            |
| 23        |  | Panis-Barthez Compétition  | Ligier JS P217-Gibson        | M | Timothé Buret       | Julien Canal           | Will Stevens             |
| 25        |  | Algarve Pro Racing         | Ligier JS P217-Gibson        | D | Mark Patterson      | Ate de Jong            | Tacksung Kim             |
| 26        |  | G-Drive Racing             | Oreca 07-Gibson              | D | Roman Rusinov       | Jean-Éric Vergne       | Andrea Pizzitola         |
| 28        |  | TDS Racing                 | Oreca 07-Gibson              | D | François Perrodo    | Loïc Duval             | Matthieu Vaxiviere       |
| 29        |  | Racing Team Nederland      | Dallara P217-Gibson          | M | Giedo van der Garde | Frits van Eerd         | Jan Lammers              |
| 31        |  | DragonSpeed                | Oreca 07-Gibson              | M | Roberto González    | Pastor Maldonado       | Nathanaël Berthon        |
| 32        |  | United Autosports          | Ligier JS P217-Gibson        | D | Hugo de Sadeleer    | William Owen           | Juan Pablo Montoya       |
| 33        |  | Jackie Chan DC Racing      | Ligier JS P217-Gibson        | D | David Cheng         | Nicholas Boulle        | Pierre Nicolet           |
| 34        |  | Jackie Chan DC Racing      | Ligier JS P217-Gibson        | D | Ricky Taylor        | Côme Ledogar           | David Heinemeier Hansson |
| 35        |  | SMP Racing                 | Dallara P217-Gibson          | D | Viktor Shaytar      | Harrison Newey         | Norman Nato              |
| 36        |  | Signatech Alpine Matmut    | Alpine A470-Gibson           | D | Nicolas Lapierre    | André Negrão           | Pierre Thiriet           |
| 37        |  | Jackie Chan DC Racing      | Oreca 07-Gibson              | D | Jazeman Jaafar      | Weiron Tan             | Nabil Jeffri             |
| 38        |  | Jackie Chan DC Racing      | Oreca 07-Gibson              | D | Ho-Pin Tung         | Gabriel Aubry          | Stéphane Richelmi        |
| 39        |  | Graff Racing               | Oreca 07-Gibson              | D | Vincent Capillaire  | Jonathan Hirschi       | Tristan Gommendy         |
| 40        |  | G-Drive Racing             | Oreca 07-Gibson              | D | James Allen         | Enzo Guibbert          | José Gutiérrez (en)      |
| 44        |  | Eurasia Motorsport         | Ligier JS P217-Gibson        | D | Tracy Krohn         | Andrea Bertolini       | Niclas Jönsson           |
| 47        |  | Cetilar Villorba Corse     | Dallara P217-Gibson          | D | Roberto Lacorte     | Giorgio Sernagiotto    | Felipe Nasr              |
| 48        |  | IDEC Sport Racing          | Oreca 07-Gibson              | M | Paul Lafargue       | Paul-Loup Chatin       | Memo Rojas               |
| 50        |  | Larbre Compétition         | Ligier JS P217-Gibson        | M | Erwin Creed         | Romano Ricci           | Thomas Dagoneau          |
| LMGTE Pro |  |                            |                              |   |                     |                        |                          |
| 51        |  | AF Corse                   | Ferrari 488 GTE Evo          | M | James Calado        | Alessandro Pier Guidi  | Daniel Serra             |
| 52        |  | AF Corse                   | Ferrari 488 GTE Evo          | M | Toni Vilander       | Antonio Giovinazzi     | Pipo Derani              |
| 63        |  | Corvette Racing - GM       | Chevrolet Corvette C7.R      | M | Jan Magnussen       | Antonio García         | Mike Rockenfeller        |
| 64        |  | Corvette Racing - GM       | Chevrolet Corvette C7.R      | M | Oliver Gavin        | Marcel Fässler         | Tommy Milner             |
| 66        |  | Ford Chip Ganassi Team UK  | Ford GT GTE Ecoboost         | M | Stefan Mücke        | Olivier Pla            | Billy Johnson (en)       |
| 67        |  | Ford Chip Ganassi Team UK  | Ford GT GTE Ecoboost         | M | Andy Priaulx        | Harry Tincknell        | Tony Kanaan              |
| 68        |  | Ford Chip Ganassi Team USA | Ford GT GTE Ecoboost         | M | Joey Hand           | Dirk Müller            | Sébastien Bourdais       |
| 69        |  | Ford Chip Ganassi Team USA | Ford GT GTE Ecoboost         | M | Ryan Briscoe        | Richard Westbrook      | Scott Dixon              |
| 71        |  | AF Corse                   | Ferrari 488 GTE Evo          | M | Sam Bird            | Davide Rigon           | Miguel Molina            |
| 81        |  | BMW Team MTEK              | BMW M8 GTE                   | M | Martin Tomczyk      | Nicky Catsburg         | Philipp Eng              |
| 82        |  | BMW Team MTEK              | BMW M8 GTE                   | M | Augusto Farfus      | António Félix da Costa | Alexander Sims           |
| 91        |  | Porsche GT Team            | Porsche 911 RSR              | M | Richard Lietz       | Gianmaria Bruni        | Frédéric Makowiecki      |
| 92        |  | Porsche GT Team            | Porsche 911 RSR              | M | Michael Christensen | Kévin Estre            | Laurens Vanthoor         |
| 93        |  | Porsche GT Team            | Porsche 911 RSR              | M | Patrick Pilet       | Nick Tandy             | Earl Bamber              |
| 94        |  | Porsche GT Team            | Porsche 911 RSR              | M | Romain Dumas        | Timo Bernhard          | Sven Müller              |
| 95        |  | Aston Martin Racing        | Aston Martin Vantage AMR     | M | Nicki Thiim         | Marco Sørensen         | Darren Turner            |
| 97        |  | Aston Martin Racing        | Aston Martin Vantage AMR     | M | Alex Lynn           | Maxime Martin          | Jonathan Adam            |
| LMGTE Am  |  |                            |                              |   |                     |                        |                          |
| 54        |  | Spirit of Race             | Ferrari 488 GTE              | M | Thomas Flohr        | Francesco Castellacci  | Giancarlo Fisichella     |
| 56        |  | Team Project 1             | Porsche 911 RSR              | M | Jörg Bergmeister    | Patrick Lindsey        | Egidio Perfetti          |
| 61        |  | Clearwater Racing          | Ferrari 488 GTE              | M | Matthew Griffin     | Weng Sun Mok           | Keita Sawa               |
| 70        |  | MR Racing                  | Ferrari 488 GTE              | M | Motoaki Ishikawa    | Eddie Cheever III (en) | Olivier Beretta          |
| 77        |  | Dempsey-Proton Racing      | Porsche 911 RSR              | M | Matt Campbell       | Julien Andlauer        | Christian Ried           |
| 80        |  | Ebimotors                  | Porsche 911 RSR              | M | Fabio Babini        | Christina Nielsen      | Erik Maris               |
| 84        |  | JMW Motorsport             | Ferrari 488 GTE              | M | Liam Griffin (en)   | Cooper MacNeil         | Jeff Segal               |
| 85        |  | Keating Motorsports        | Ferrari 488 GTE              | M | Ben Keating         | Jeroen Bleekemolen     | Luca Stolz               |
| 86        |  | Gulf Racing UK             | Porsche 911 RSR              | M | Michael Wainwright  | Ben Barker             | Alex Davison             |
| 88        |  | Dempsey-Proton Racing      | Porsche 911 RSR              | M | Matteo Cairoli      | Khaled Al Qubaisi      | Giorgio Roda             |
| 90        |  | TF Sport                   | Aston Martin Vantage GTE     | M | Euan Hankey         | Salih Yoluç            | Charlie Eastwood         |
| 98        |  | Aston Martin Racing        | Aston Martin Vantage GTE     | M | Paul Dalla Lana     | Pedro Lamy             | Mathias Lauda            |
| 99        |  | Proton Racing              | Porsche 911 RSR              | M | Patrick Long        | Timothy Pappas         | Spencer Pumpelly         |

### Réservistes
| Réservistes | Réservistes | Réservistes | Réservistes | Réservistes               | Réservistes         | Réservistes | Réservistes      | Réservistes     | Réservistes |
| Ordre       | Classe      | No.         | Pays        | Équipe                    | Voiture             | Pneu        | Pilote 1         | Pilote 2        | Pilote 3    |
| ----------- | ----------- | ----------- | ----------- | ------------------------- | ------------------- | ----------- | ---------------- | --------------- | ----------- |
| 1           | LMP2        | 41          |             | APM Monaco Team KCMG      | Dallara P217-Gibson | D           | Louis Prette     |                 |             |
| 2           | LM GTE Am   | 55          |             | Spirit of Race            | Ferrari 488 GTE     | M           | Duncan Cameron   | Aaron Scott     | Marco Cioci |
| 3           | LMP2        | 49          |             | High Class Racing         | Dallara P217-Gibson | D           | Anders Fjordbach | Dennis Andersen |             |
| 4           | LMP2        | 24          |             | Repsol Racing Engineering | Oreca 07-Gibson     | D           | Norman Nato      |                 |             |
| 5           | LM GTE Am   | 62          |             | Scuderia Corsa            | Ferrari 488 GTE     | M           | Cooper MacNeil   |                 |             |
| 6           | LM GTE Am   | 63          |             | Krohn Racing              | Ferrari 488 GTE     | M           | Tracy Krohn      |                 |             |
| 7           | LMP2        | 42          |             | Brian Alder               | Riley Mk. 30-Gibson |             | Mark Kvamme      |                 |             |

ARC Bratislava était originellement à la 8e place de la liste des réservistes pour les 24 Heures du Mans 2018. Miroslav Konôpka, directeur de l'écurie, étant déçu de cette position malgré leur troisième place en Asian Le Mans Series a annoncé qu'il mettait un terme à son engagement en LMP2. De ce fait, il s'agit de la première écurie à se désister des 24 Heures du Mans 2018.
IDEC Sport Racing fait de même pour sa seconde Ligier JS P217 afin de se concentrer sur une seule voiture.

## Journée test

Circuit des 24 Heures.

La journée test s'est déroulée le dimanche 3 juin en deux parties de 9 h à 13 h et de 14 h à 18 h.
| Pos. | Classe   | No. | Équipe                     | Pilote le plus rapide  | Temps          | Écart     |
| ---- | -------- | --- | -------------------------- | ---------------------- | -------------- | --------- |
| 1    | LMP1 (H) | 8   | Toyota Gazoo Racing        | Fernando Alonso        | 3 min 19 s 066 |           |
| 2    | LMP1     | 3   | Rebellion Racing           | Mathias Beche          | 3 min 19 s 680 | +0 s 614  |
| 3    | LMP1 (H) | 7   | Toyota Gazoo Racing        | Kamui Kobayashi        | 3 min 20 s 008 | +0 s 942  |
| 4    | LMP1     | 1   | Rebellion Racing           | André Lotterer         | 3 min 21 s 344 | +2 s 278  |
| 5    | LMP      | 11  | SMP Racing                 | Vitaly Petrov          | 3 min 21 s 603 | +2 s 537  |
| 6    | LMP1     | 17  | SMP Racing                 | Stéphane Sarrazin      | 3 min 21 s 761 | +2 s 695  |
| 7    | LMP1     | 4   | ByKolles Racing Team       | Dominik Kraihamer      | 3 min 23 s 644 | +4 s 578  |
| 8    | LMP1     | 10  | DragonSpeed                | Renger van der Zande   | 3 min 26 s 951 | +7 s 885  |
| 9    | LMP2     | 31  | DragonSpeed                | Nathanaël Berthon      | 3 min 27 s 228 | +8 s 162  |
| 10   | LMP2     | 48  | IDEC Sport                 | Paul-Loup Chatin       | 3 min 27 s 252 | +8 s 186  |
| 11   | LMP1     | 6   | CEFC TRSM Racing           | Oliver Rowland         | 3 min 27 s 748 | +8 s 682  |
| 12   | LMP1     | 5   | CEFC TRSM Racing           | Léo Roussel            | 3 min 28 s 180 | +9 s 114  |
| 13   | LMP2     | 26  | G-Drive Racing             | Jean-Éric Vergne       | 3 min 28 s 394 | +9 s 328  |
| 14   | LMP2     | 28  | TDS Racing                 | Matthieu Vaxiviere     | 3 min 28 s 795 | +9 s 729  |
| 15   | LMP2     | 36  | Signatech Alpine Matmut    | Nicolas Lapierre       | 3 min 29 s 205 | +10 s 139 |
| 16   | LMP2     | 22  | United Autosports          | Filipe Albuquerque     | 3 min 29 s 281 | +10 s 215 |
| 17   | LMP2     | 39  | Graff - SO24               | Tristan Gommendy       | 3 min 29 s 492 | +10 s 426 |
| 18   | LMP2     | 47  | Cetilar Villorba Corse     | Felipe Nasr            | 3 min 29 s 968 | +10 s 902 |
| 19   | LMP2     | 40  | G-Drive Racing             | Enzo Guibbert          | 3 min 30 s 015 | +10 s 949 |
| 20   | LMP2     | 38  | Jackie Chan DC Racing      | Ho-Pin Tung            | 3 min 30 s 475 | +11 s 409 |
| 21   | LMP2     | 37  | Jackie Chan DC Racing      | Jazeman Jaafar         | 3 min 31 s 034 | +11 s 968 |
| 22   | LMP2     | 35  | SMP Racing                 | Norman Nato            | 3 min 31 s 646 | +12 s 580 |
| 23   | LMP2     | 23  | Panis-Barthez Compétition  | Will Stevens           | 3 min 31 s 673 | +12 s 607 |
| 24   | LMP2     | 32  | United Autosports          | Juan Pablo Montoya     | 3 min 32 s 363 | +13 s 297 |
| 25   | LMP2     | 44  | Eurasia Motorsport         | Niclas Jönsson         | 3 min 32 s 532 | +13 s 466 |
| 26   | LMP2     | 29  | Racing Team Nederland      | Giedo van der Garde    | 3 min 32 s 723 | +13 s 657 |
| 27   | LMP2     | 25  | Algarve Pro Racing         | Matt McMurry           | 3 min 32 s 752 | +13 s 686 |
| 28   | LMP2     | 34  | Jackie Chan DC Racing      | Ricky Taylor           | 3 min 33 s 037 | +13 s 971 |
| 29   | LMP2     | 33  | Jackie Chan DC Racing      | Nicholas Boulle        | 3 min 38 s 657 | +19 s 591 |
| 30   | LMP2     | 50  | Larbre Compétition         | Romano Ricci           | 3 min 40 s 926 | +21 s 860 |
| 31   | GTE Pro  | 93  | Porsche GT Team            | Patrick Pilet          | 3 min 52 s 551 | +33 s 485 |
| 32   | GTE Pro  | 91  | Porsche GT Team            | Gianmaria Bruni        | 3 min 52 s 647 | +33 s 581 |
| 33   | GTE Pro  | 67  | Ford Chip Ganassi Team UK  | Andy Priaulx           | 3 min 53 s 008 | +33 s 942 |
| 34   | GTE Pro  | 66  | Ford Chip Ganassi Team UK  | Olivier Pla            | 3 min 53 s 052 | +33 s 986 |
| 35   | GTE Pro  | 68  | Ford Chip Ganassi Team USA | Dirk Müller            | 3 min 53 s 064 | +33 s 998 |
| 36   | GTE Pro  | 69  | Ford Chip Ganassi Team USA | Richard Westbrook      | 3 min 53 s 476 | +34 s 410 |
| 37   | GTE Pro  | 92  | Porsche GT Team            | Michael Christensen    | 3 min 53 s 877 | +34 s 811 |
| 38   | GTE Pro  | 81  | BMW Team MTEK              | Nicky Catsburg         | 3 min 53 s 946 | +34 s 880 |
| 39   | GTE Pro  | 71  | AF Corse                   | Sam Bird               | 3 min 54 s 137 | +35 s 071 |
| 40   | GTE Pro  | 64  | Corvette Racing - GM       | Oliver Gavin           | 3 min 54 s 179 | +35 s 113 |
| 41   | GTE Pro  | 63  | Corvette Racing - GM       | Antonio García         | 3 min 54 s 217 | +35 s 151 |
| 42   | GTE Pro  | 52  | AF Corse                   | Antonio Giovinazzi     | 3 min 54 s 278 | +35 s 212 |
| 43   | GTE Pro  | 51  | AF Corse                   | James Calado           | 3 min 54 s 672 | +35 s 606 |
| 44   | GTE Pro  | 94  | Porsche GT Team            | Sven Müller            | 3 min 54 s 782 | +35 s 716 |
| 45   | GTE Pro  | 82  | BMW Team MTEK              | António Félix da Costa | 3 min 55 s 910 | +36 s 844 |
| 46   | GTE Am   | 77  | Dempsey-Proton Racing      | Julien Andlauer        | 3 min 55 s 970 | +36 s 904 |
| 47   | GTE Am   | 54  | Spirit of Race             | Giancarlo Fisichella   | 3 min 56 s 269 | +37 s 203 |
| 48   | GTE Am   | 61  | Clearwater Racing          | Matthew Griffin        | 3 min 56 s 672 | +37 s 606 |
| 49   | GTE Am   | 88  | Dempsey-Proton Racing      | Matteo Cairoli         | 3 min 56 s 946 | +37 s 880 |
| 50   | GTE Pro  | 97  | Aston Martin Racing        | Alex Lynn              | 3 min 57 s 488 | +38 s 422 |
| 51   | GTE Am   | 99  | Proton Competition         | Patrick Long           | 3 min 57 s 515 | +38 s 449 |
| 52   | GTE Am   | 85  | Keating Motorsports        | Jeroen Bleekemolen     | 3 min 57 s 572 | +38 s 506 |
| 53   | GTE Am   | 84  | JMW Motorsport             | Jeffrey Segal          | 3 min 57 s 781 | +38 s 715 |
| 54   | GTE Am   | 86  | Gulf Racing UK             | Alexander Davison      | 3 min 58 s 904 | +39 s 838 |
| 55   | GTE Am   | 70  | MR Racing                  | Olivier Beretta        | 3 min 58 s 925 | +39 s 859 |
| 56   | GTE Am   | 56  | Team Project 1             | Jörg Bergmeister       | 3 min 59 s 233 | +40 s 167 |
| 57   | GTE Am   | 90  | TF Sport                   | Euan Hankey            | 3 min 59 s 566 | +40 s 500 |
| 58   | GTE Pro  | 95  | Aston Martin Racing        | Marco Sørensen         | 3 min 59 s 614 | +40 s 548 |
| 59   | GTE Am   | 80  | Ebimotors                  | Fabio Babini           | 4 min 00 s 673 | +41 s 607 |
| 60   | GTE Am   | 98  | Aston Martin Racing        | Paul Dalla Lana        | 4 min 01 s 224 | +42 s 158 |

## Pesage

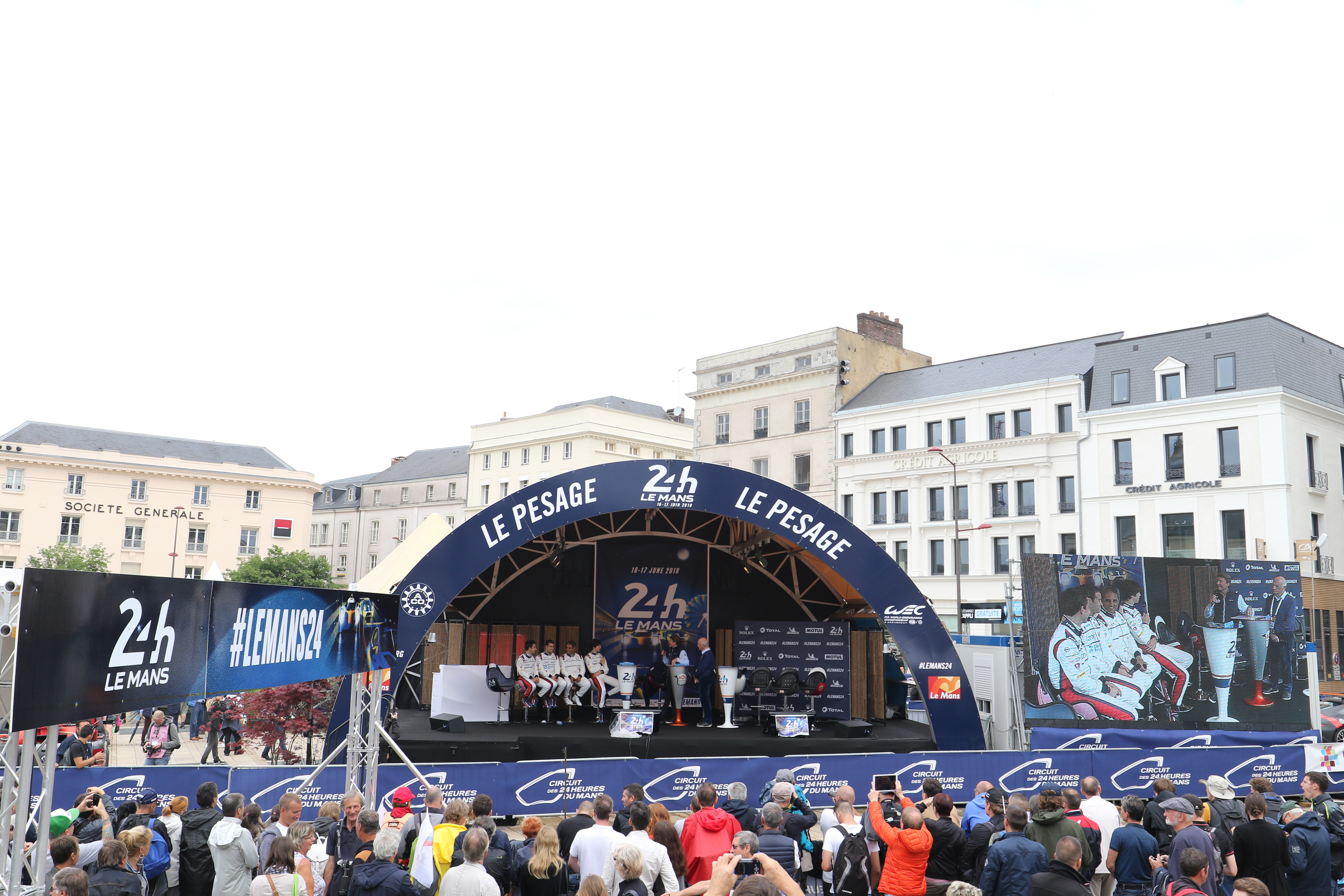
Le pesage se fait dans le centre-ville du Mans.

## Essais Libres

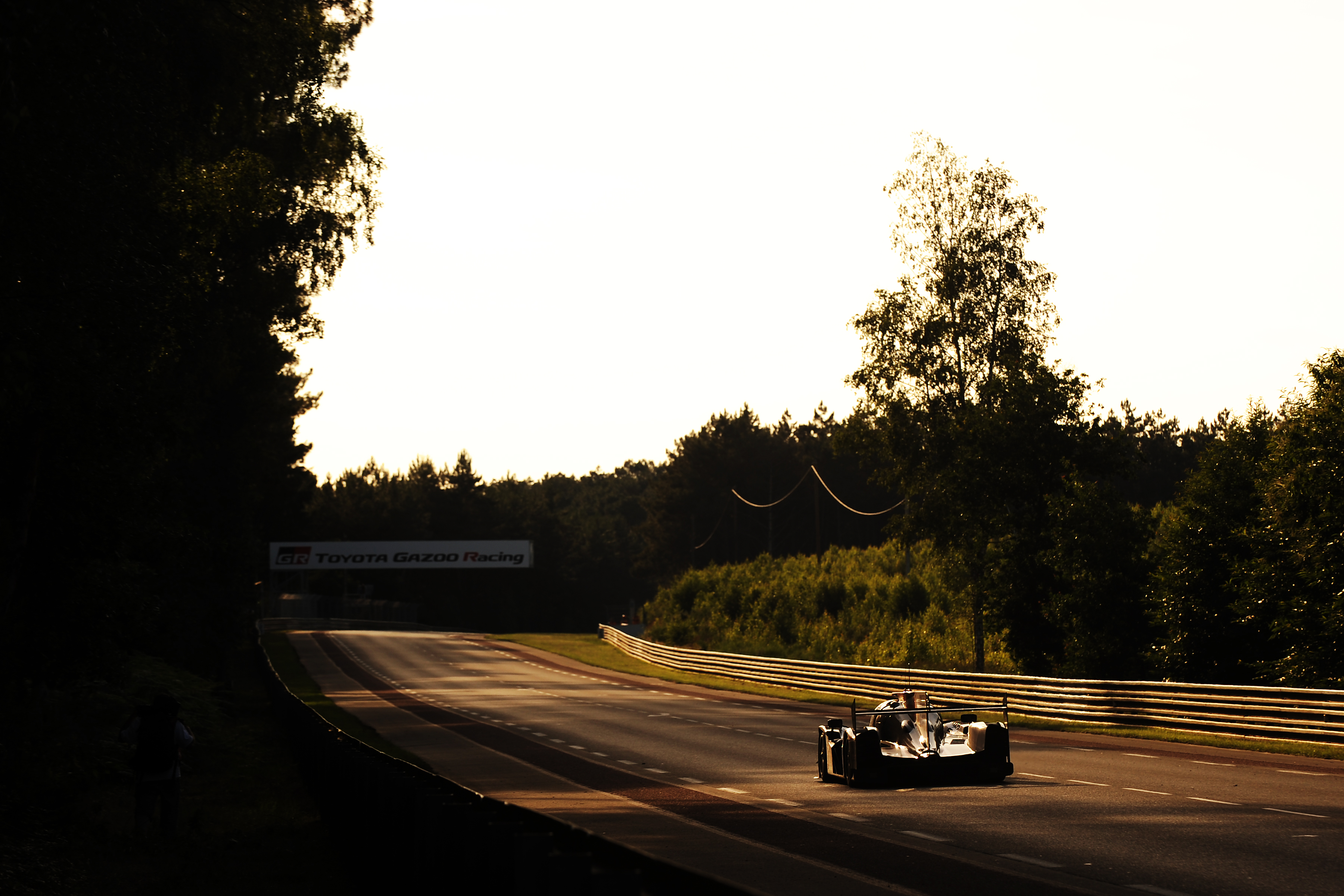
La luminosité se réduit à la fin de la session.

Les essais libres ont lieu le mercredi 13 juin de 16 h à 20 h, soit une durée de 4 h. Ils sont marqués par de nombreux incidents impliquant des dizaines de drapeaux jaunes et de zones ralenties (slow zones).
Le meilleur temps est signé par le détenteur du record du circuit Kamui Kobayashi, à bord de la Toyota no 7 en 3 min 18 s 718. La deuxième place revient à l'autre Toyota en 3 min 19 s 275, chrono obtenu par Sébastien Buemi, tandis que la troisième place est accrochée par Thomas Laurent sur la Rebellion no 3 grâce à un temps de 3 min 19 s 426. Les autres LMP1 suivent, ByKolles étant un peu en retrait en 3 min 23 s, tandis que Manor et ses deux Ginetta sont très en retrait car non seulement elles ne sont pas descendues sous les 3 min 25 s mais elles n'ont de plus bouclé que 22 tours à cause de problèmes électriques. Ainsi, la no 6, qui n'a pu effectuer que sept tours et qui n'est pas descendue sous les 4 minutes, a dû changer de moteur.
Du côté du LMP2, Oreca continue de dominer la catégorie avec cinq prototypes en haut de la feuille des temps, le meilleur chrono revenant à Jean-Éric Vergne au volant de la G-Drive no 26 en 3 min 26 s 529. Suivent la no 48 d'IDEC Sport et la no 28 du TDS Racing. Toutes les LMP2 ont fait au moins 24 tours, sauf deux Oreca moins en verve puisque la no 39 du Graff Racing n'a procédé qu'à dix tours et la no 37 du Jackie Chan DC Racing, seule voiture à être pilotée par trois débutants, a connu plusieurs sorties de piste et des problèmes électriques.
En ce qui concerne le GTE Pro, les trois voitures les plus rapides sont des Porsche, Patrick Pilet à bord de la no 93 à leur tête avec un 3 min 50 s 121. Ford et Ferrari ne sont pas loin, suivies des Corvette, mais Aston Martin et BMW sont eux cantonnés à plus de trois secondes. La Ford no 67 et l'Aston Martin no 97 ont chacune fait une excursion dans les graviers.
En GTE Am, c'est la Porsche no 88 du Dempsey-Proton Racing qui termine première de la catégorie avec un temps de 3 min 52 s 903 signé par Giorgio Roda, reléguant ainsi les autres concurrents à quasiment une seconde.

## Séances de qualifications

### Classement
| Pos. | Classe    | No. | Équipe                     | Séance 1       | Séance 2       | Séance 3       | Écart     | Grille |
| ---- | --------- | --- | -------------------------- | -------------- | -------------- | -------------- | --------- | ------ |
| 1    | LMP1      | 8   | Toyota Gazoo Racing        | 3 min 17 s 270 | 3 min 18 s 021 | 3 min 15 s 377 |           | 1      |
| 2    | LMP1      | 7   | Toyota Gazoo Racing        | 3 min 17 s 377 | 3 min 19 s 860 | 3 min 17 s 523 | +2 s 000  | 2      |
| 3    | LMP1      | 1   | Rebellion Racing           | 3 min 19 s 662 | 3 min 23 s 261 | 3 min 19 s 449 | +4 s 072  | 3      |
| 4    | LMP1      | 17  | SMP Racing                 | 3 min 19 s 483 | 3 min 27 s 288 | 3 min 22 s 121 | +4 s 106  | 4      |
| 5    | LMP1      | 3   | Rebellion Racing           | 3 min 19 s 945 | 3 min 22 s 000 | 3 min 24 s 156 | +4 s 568  | 5      |
| 6    | LMP1      | 10  | DragonSpeed                | 3 min 21 s 110 | 4 min 05 s 947 | 3 min 23 s 413 | +5 s 733  | 6      |
| 7    | LMP1      | 11  | SMP Racing                 | 3 min 21 s 408 | 3 min 22 s 548 | Pas de temps   | +6 s 031  | 7      |
| 8    | LMP1      | 4   | ByKolles Racing Team       | 3 min 22 s 505 | 3 min 25 s 330 | 3 min 42 s 221 | +7 s 128  | 8      |
| 9    | LMP1      | 6   | CEFC TRSM Racing           | 3 min 30 s 339 | 3 min 24 s 343 | 3 min 23 s 757 | +8 s 380  | 9      |
| 10   | LMP2      | 48  | IDEC Sport Racing          | 3 min 24 s 956 | 3 min 29 s 270 | 3 min 24 s 842 | +9 s 465  | 10     |
| 11   | LMP2      | 31  | DragonSpeed                | 3 min 26 s 508 | 3 min 30 s 168 | 3 min 24 s 883 | +9 s 506  | 11     |
| 12   | LMP2      | 26  | G-Drive Racing             | 3 min 26 s 447 | 3 min 27 s 975 | 3 min 25 s 160 | +9 s 780  | 12     |
| 13   | LMP2      | 28  | TDS Racing                 | 3 min 25 s 240 | 3 min 25 s 291 | 3 min 38 s 752 | +9 s 863  | 13     |
| 14   | LMP1      | 5   | CEFC TRSM Racing           | 3 min 30 s 481 | 3 min 25 s 268 | 3 min 32 s 100 | +9 s 891  | 14     |
| 15   | LMP2      | 23  | Panis Barthez Competition  | 3 min 29 s 421 | 3 min 28 s 008 | 3 min 25 s 376 | +9 s 999  | 15     |
| 16   | LMP2      | 36  | Signatech Alpine Matmut    | 3 min 26 s 681 | 3 min 28 s 069 | 3 min 27 s 297 | +11 s 304 | 16     |
| 17   | LMP2      | 39  | Graff-SO24                 | 3 min 29 s 860 | 3 min 26 s 701 | 3 min 29 s 696 | +11 s 324 | 17     |
| 18   | LMP2      | 22  | United Autosports          | 3 min 26 s 772 | 3 min 32 s 989 | 3 min 27 s 646 | +11 s 395 | 18     |
| 19   | LMP2      | 38  | Jackie Chan DC Racing      | 3 min 27 s 999 | 3 min 31 s 581 | 3 min 27 s 120 | +11 s 743 | 19     |
| 20   | LMP2      | 37  | Jackie Chan DC Racing      | 3 min 27 s 468 | 3 min 40 s 074 | 3 min 27 s 226 | +11 s 849 | 20     |
| 21   | LMP2      | 40  | G-Drive Racing             | 3 min 31 s 291 | 3 min 27 s 280 | 3 min 27 s 503 | +11 s 903 | 21     |
| 22   | LMP2      | 47  | Cetilar Villorba Corse     | 3 min 27 s 993 | 3 min 28 s 292 | Pas de temps   | +12 s 616 | 22     |
| 23   | LMP2      | 29  | Racing Team Nederland      | 3 min 28 s 556 | 3 min 32 s 343 | 3 min 28 s 111 | +12 s 734 | 23     |
| 24   | LMP2      | 32  | United Autosports          | 3 min 30 s 347 | 3 min 28 s 159 | 3 min 29 s 299 | +12 s 782 | 24     |
| 25   | LMP2      | 35  | SMP Racing                 | 3 min 28 s 629 | 3 min 32 s 178 | 3 min 32 s 432 | +13 s 252 | 25     |
| 26   | LMP2      | 34  | Jackie Chan DC Racing      | 3 min 33 s 755 | 3 min 36 s 004 | 3 min 29 s 474 | +14 s 097 | 26     |
| 27   | LMP2      | 44  | Eurasia Motorsport         | 3 min 35 s 385 | 3 min 39 s 949 | 3 min 33 s 585 | +18 s 208 | 27     |
| 28   | LMP2      | 33  | Jackie Chan DC Racing      | 3 min 35 s 237 | 3 min 36 s 604 | 3 min 36 s 517 | +19 s 860 | 28     |
| 29   | LMP2      | 50  | Larbre Compétition         | 3 min 38 s 206 | 3 min 39 s 569 | 3 min 39 s 401 | +22 s 829 | 29     |
| 30   | LMP2      | 25  | Algarve Pro Racing         | 3 min 44 s 177 | 3 min 46 s 772 | 3 min 39 s 518 | +24 s 141 | 30     |
| 31   | LMGTE Pro | 91  | Porsche GT Team            | 3 min 47 s 504 | 3 min 51 s 150 | 3 min 50 s 141 | +32 s 127 | 31     |
| 32   | LMGTE Pro | 92  | Porsche GT Team            | 3 min 49 s 097 | 3 min 51 s 101 | 3 min 51 s 631 | +33 s 720 | 32     |
| 33   | LMGTE Pro | 66  | Ford Chip Ganassi Team UK  | 3 min 49 s 181 | 3 min 52 s 849 | 3 min 50 s 166 | +33 s 804 | 33     |
| 34   | LMGTE Pro | 51  | AF Corse                   | 3 min 49 s 854 | 3 min 53 s 032 | 3 min 49 s 494 | +34 s 117 | 34     |
| 35   | LMGTE Pro | 68  | Ford Chip Ganassi Team USA | 3 min 49 s 582 | 3 min 53 s 352 | 3 min 50 s 706 | +34 s 205 | 35     |
| 36   | LMGTE Pro | 93  | Porsche GT Team            | 3 min 50 s 261 | 3 min 49 s 621 | 3 min 49 s 589 | +34 s 212 | 36     |
| 37   | LMGTE Pro | 69  | Ford Chip Ganassi Team USA | 3 min 50 s 593 | 3 min 52 s 298 | 3 min 49 s 761 | +34 s 384 | 37     |
| 38   | LMGTE Pro | 94  | Porsche GT Team            | 3 min 50 s 089 | Pas de temps   | Pas de temps   | +34 s 712 | 38     |
| 39   | LMGTE Pro | 63  | Corvette Racing - GM       | 3 min 50 s 789 | 3 min 52 s 994 | 3 min 50 s 242 | +34 s 865 | 39     |
| 40   | LMGTE Pro | 71  | AF Corse                   | 3 min 50 s 669 | 3 min 53 s 998 | 3 min 50 s 246 | +34 s 869 | 40     |
| 41   | LMGTE Pro | 67  | Ford Chip Ganassi Team UK  | 3 min 50 s 429 | 3 min 53 s 883 | 3 min 52 s 292 | +35 s 052 | 41     |
| 42   | LMGTE Pro | 82  | BMW Team MTEK              | 3 min 50 s 579 | 3 min 53 s 999 | 3 min 52 s 123 | +35 s 202 | 42     |
| 43   | LMGTE Pro | 81  | BMW Team MTEK              | 3 min 50 s 596 | 3 min 55 s 150 | 3 min 53 s 078 | +35 s 219 | 43     |
| 44   | LMGTE Am  | 88  | Dempsey-Proton Racing      | 3 min 50 s 728 | 4 min 09 s 946 | 3 min 56 s 232 | +35 s 351 | 44     |
| 45   | LMGTE Pro | 64  | Corvette Racing - GM       | 3 min 50 s 952 | 3 min 52 s 923 | 3 min 51 s 124 | +35 s 575 | 45     |
| 46   | LMGTE Pro | 52  | AF Corse                   | 3 min 52 s 112 | 3 min 52 s 572 | 3 min 50 s 957 | +35 s 580 | 46     |
| 47   | LMGTE Am  | 86  | Gulf Racing UK             | 3 min 52 s 517 | 4 min 03 s 603 | 3 min 51 s 391 | +36 s 014 | 47     |
| 48   | LMGTE Am  | 77  | Dempsey-Proton Racing      | 3 min 51 s 930 | 4 min 09 s 835 | Pas de temps   | +36 s 553 | 48     |
| 49   | LMGTE Am  | 54  | Spirit of Race             | 3 min 52 s 756 | 3 min 51 s 956 | 3 min 56 s 496 | +36 s 579 | 49     |
| 50   | LMGTE Pro | 97  | Aston Martin Racing        | 3 min 52 s 486 | 3 min 55 s 424 | 3 min 53 s 534 | +37 s 109 | 50     |
| 51   | LMGTE Am  | 56  | Team Project 1             | 3 min 52 s 985 | 3 min 58 s 235 | 3 min 54 s 406 | +37 s 608 | 51     |
| 52   | LMGTE Am  | 90  | TF Sport                   | 3 min 55 s 661 | 4 min 01 s 710 | 3 min 53 s 070 | +37 s 693 | 52     |
| 53   | LMGTE Am  | 80  | Ebimotors                  | 3 min 55 s 569 | 3 min 58 s 072 | 3 min 53 s 402 | +38 s 025 | 53     |
| 54   | LMGTE Am  | 61  | Clearwater Racing          | 3 min 55 s 076 | 3 min 55 s 727 | 3 min 53 s 409 | +38 s 032 | 54     |
| 55   | LMGTE Am  | 84  | JMW Motorsport             | 3 min 54 s 384 | 3 min 53 s 439 | 3 min 58 s 615 | +38 s 062 | 55     |
| 56   | LMGTE Pro | 95  | Aston Martin Racing        | 3 min 54 s 780 | 3 min 56 s 630 | 3 min 53 s 523 | +38 s 146 | 56     |
| 57   | LMGTE Am  | 98  | Aston Martin Racing        | 3 min 54 s 307 | 3 min 58 s 707 | 3 min 53 s 817 | +38 s 440 | 57     |
| 58   | LMGTE Am  | 85  | Keating Motorsport         | 3 min 54 s 000 | 3 min 58 s 661 | 3 min 54 s 668 | +38 s 623 | 58     |
| 59   | LMGTE Am  | 99  | Proton Competition         | 4 min 03 s 107 | 3 min 54 s 720 | 3 min 54 s 953 | +39 s 343 | 59     |
| 60   | LMGTE Am  | 70  | MR Racing                  | 3 min 54 s 951 | 4 min 02 s 540 | 3 min 55 s 343 | +39 s 574 | 60     |

## Warm-up
Le warm-up est une séance d’entraînement destinée à vérifier le bon fonctionnement des autos avant la course. Il a lieu le samedi matin, de 9 h à 9 h 45. Toyota arrive en tête de la feuille des temps avec la no 7 et la no 8. Ford fait de même en ce qui concerne les GT.

## Course

### Classements intermédiaires
| Pos. | Après la 1re heure | Après la 1re heure                                                        | Après 6 heures | Après 6 heures                                                            | Après 12 heures | Après 12 heures                                                           | Après 18 heures | Après 18 heures                                                           |
| Pos. | n°                 | Voiture / Pilotes                                                         | n°             | Voiture / Pilotes                                                         | n°              | Voiture / Pilotes                                                         | n°              | Voiture / Pilotes                                                         |
| ---- | ------------------ | ------------------------------------------------------------------------- | -------------- | ------------------------------------------------------------------------- | --------------- | ------------------------------------------------------------------------- | --------------- | ------------------------------------------------------------------------- |
| 1    | 8                  | Toyota Gazoo Racing Toyota TS050 Hybrid (LMP1) Buemi - Nakajima - Alonso  | 8              | Toyota Gazoo Racing Toyota TS050 Hybrid (LMP1) Buemi - Nakajima - Alonso  | 7               | Toyota Gazoo Racing Toyota TS050 Hybrid (LMP1) Conway - Kobayashi - Lopez | 8               | Toyota Gazoo Racing Toyota TS050 Hybrid (LMP1) Buemi - Nakajima - Alonso  |
| 2    | 7                  | Toyota Gazoo Racing Toyota TS050 Hybrid (LMP1) Conway - Kobayashi - Lopez | 7              | Toyota Gazoo Racing Toyota TS050 Hybrid (LMP1) Conway - Kobayashi - Lopez | 8               | Toyota Gazoo Racing Toyota TS050 Hybrid (LMP1) Buemi - Nakajima - Alonso  | 7               | Toyota Gazoo Racing Toyota TS050 Hybrid (LMP1) Conway - Kobayashi - Lopez |
| 3    | 17                 | SMP Racing BR Engineering BR1 (LMP1) Sarrazin - Orudzhev - Isaakyan       | 17             | SMP Racing BR Engineering BR1 (LMP1) Sarrazin - Orudzhev - Isaakyan       | 3               | Rebellion Racing Rebellion R13 (LMP1) Laurent - Beche - Menezes           | 3               | Rebellion Racing Rebellion R13 (LMP1) Laurent - Beche - Menezes           |
| 4    | 3                  | Rebellion Racing Rebellion R13 (LMP1) Laurent - Beche - Menezes           | 3              | Rebellion Racing Rebellion R13 (LMP1) Laurent - Beche - Menezes           | 1               | Rebellion Racing Rebellion R13 (LMP1) Lotterer - Jani - Senna             | 1               | Rebellion Racing Rebellion R13 (LMP1) Lotterer - Jani - Senna             |
| 5    | 10                 | DragonSpeed BR Engineering BR1 (LMP1) Hedman - Hanley - van der Zande     | 1              | Rebellion Racing Rebellion R13 (LMP1) Lotterer - Jani - Senna             | 26              | G-Drive Racing Oreca 07-Gibson (LMP2) Rusinov - Vergne - Pizzitola        | 26              | G-Drive Racing Oreca 07-Gibson (LMP2) Rusinov - Vergne - Pizzitola        |

### Déroulement de la course
Le départ a lieu à 15 h et est donné par le tennisman Rafael Nadal, récent vainqueur des Internationaux de France de tennis 2018.
La course se déroule sans que la pluie ne fasse son apparition, contrairement à ce qui a été le cas en qualifications.
Durant les premières heures de course, les deux Toyota prennent rapidement le large. Au cours de la nuit, Sébastien Buemi, sur la Toyota no 8, est pénalisé d'un Stop-and-go d'une minute pour ne pas avoir respecté la vitesse limite sous zones ralenties (slow zones). La Toyota no 7 est ainsi en avance sur la no 8. Cependant, cette dernière, notamment sous la conduite de Fernando Alonso, va progressivement rattraper son retard puis dépasser sa consœur. La no 7 justement est d'ailleurs affectée en début d'après-midi par une quasi panne d'essence lui faisant perdre du temps.
À l'arrivée, la Toyota no 8 remporte cette 86e édition avec deux tours d'avance sur la no 7, la Rebellion no 3 complétant le podium.
La course en GTE Pro est dominée par Porsche qui signe un doublé avec respectivement la no 92 et la no 91.

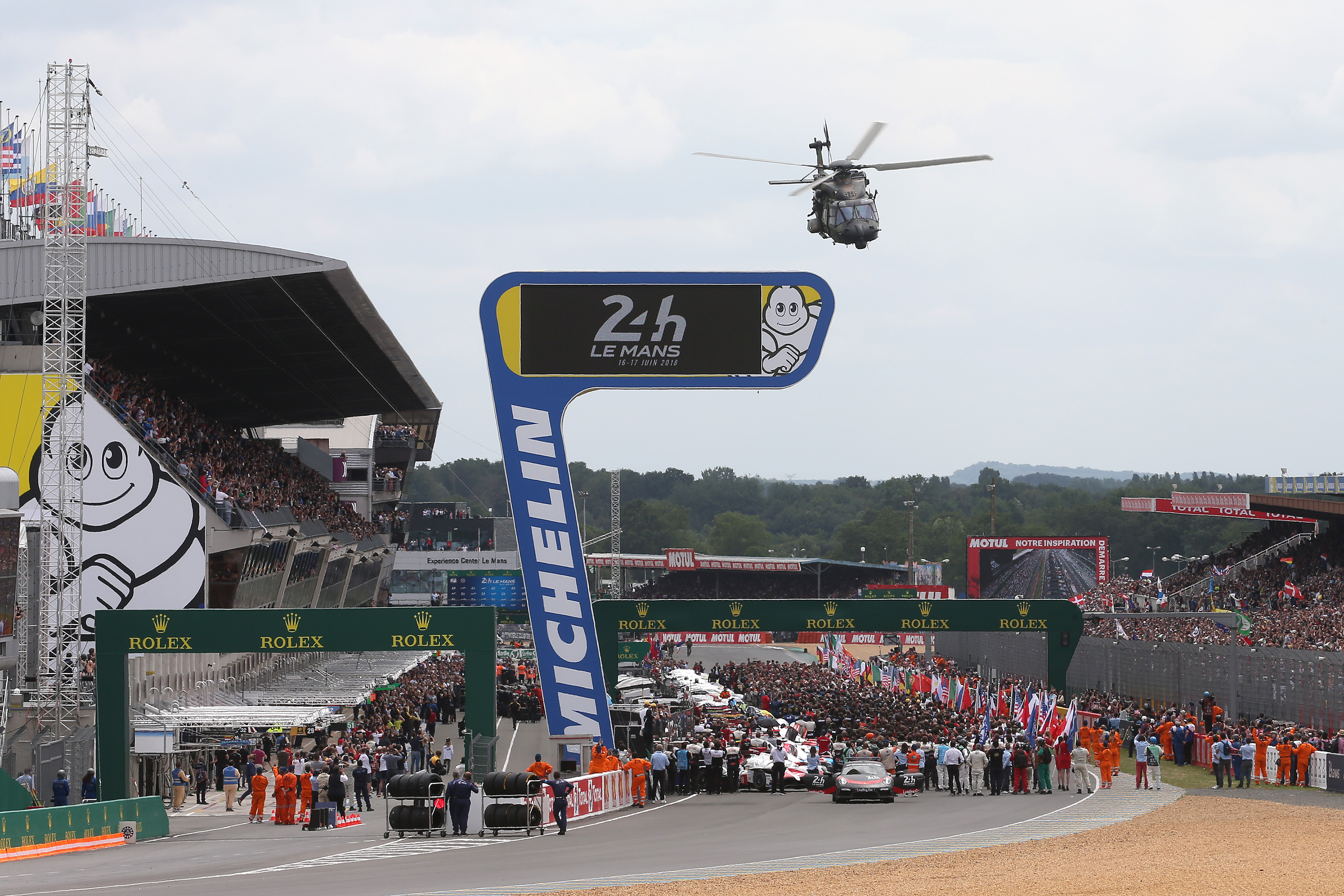
La grille de cette 86e édition.
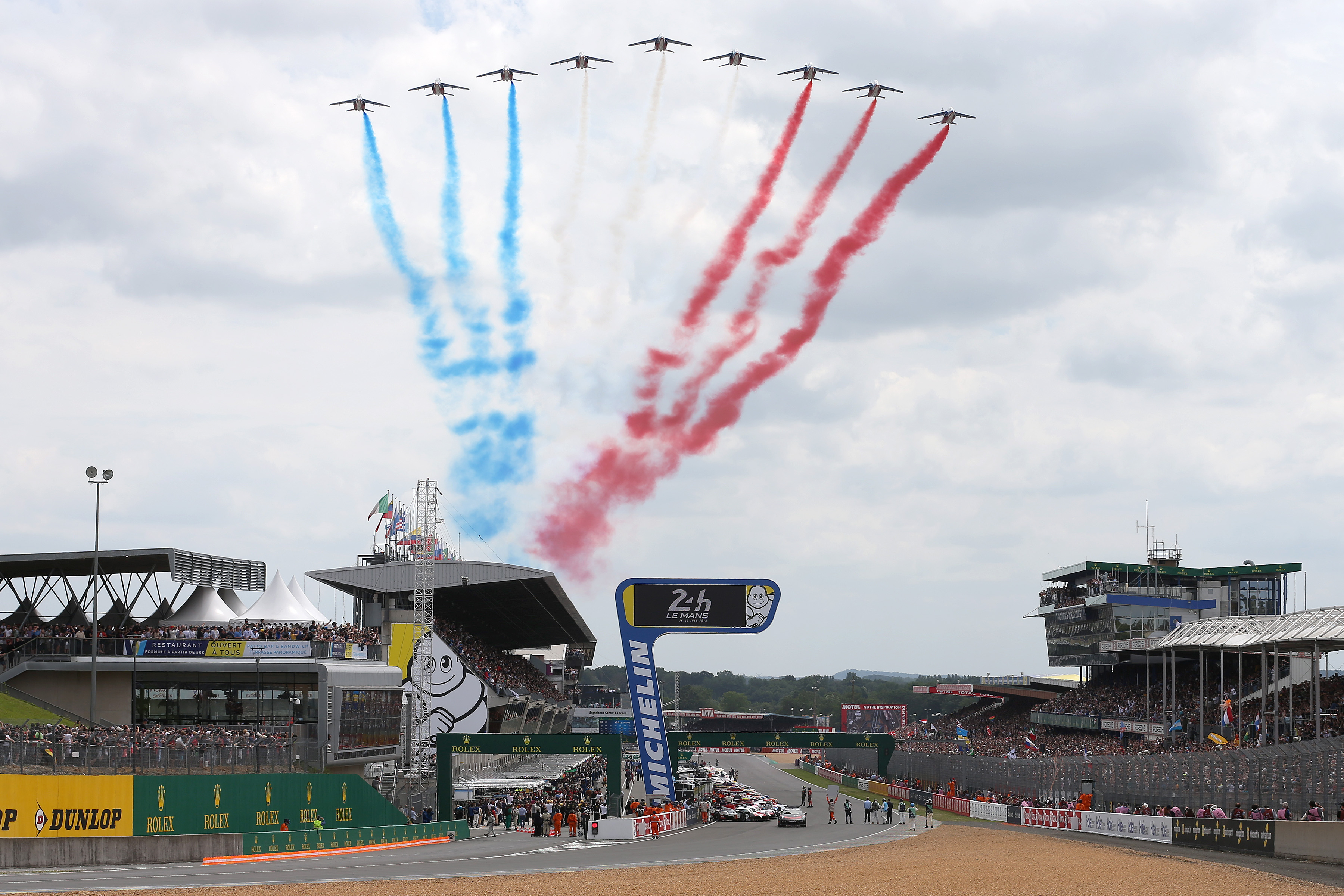
Le passage de la Patrouille de France.
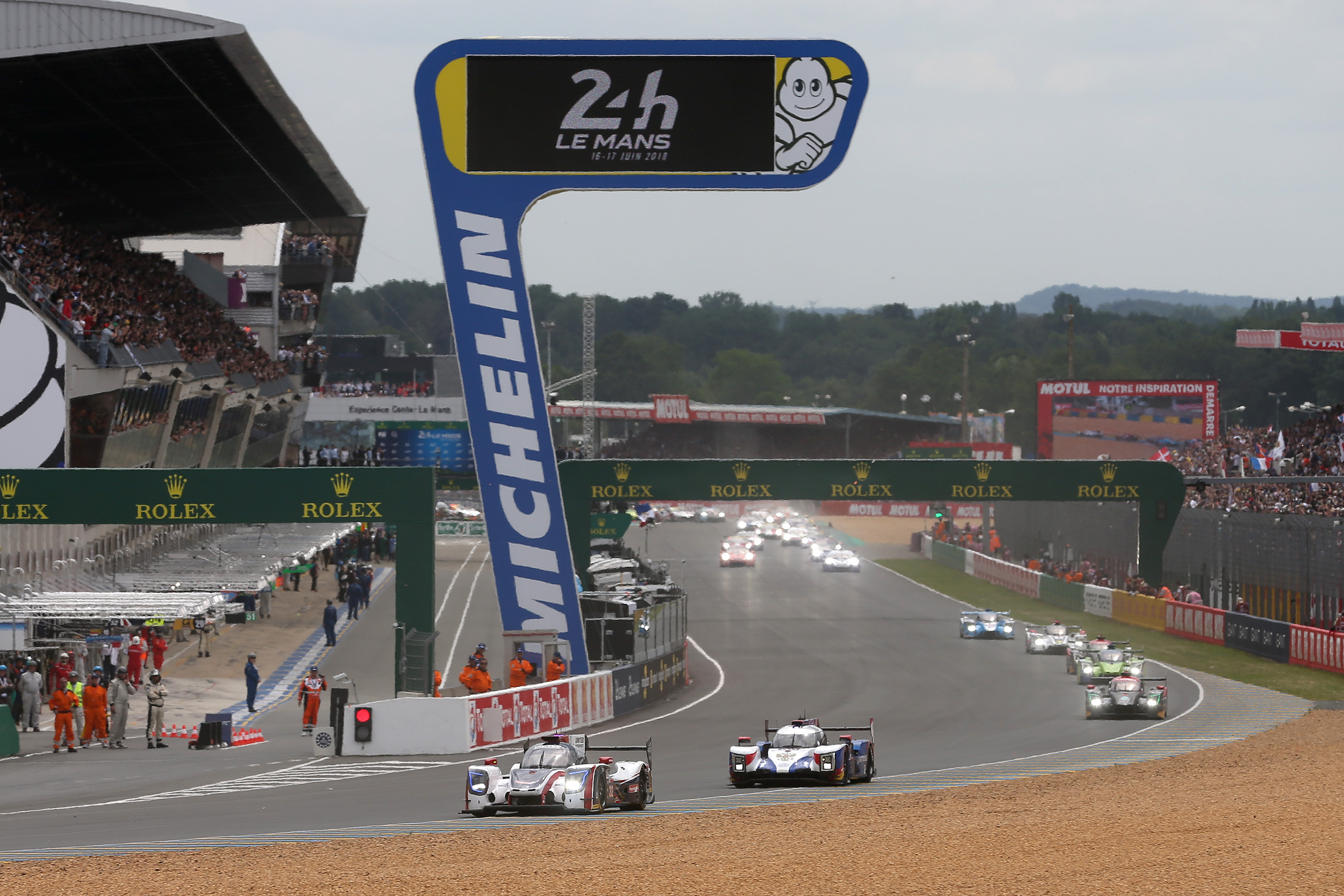
Le départ, ici des LMP2 et des GT.
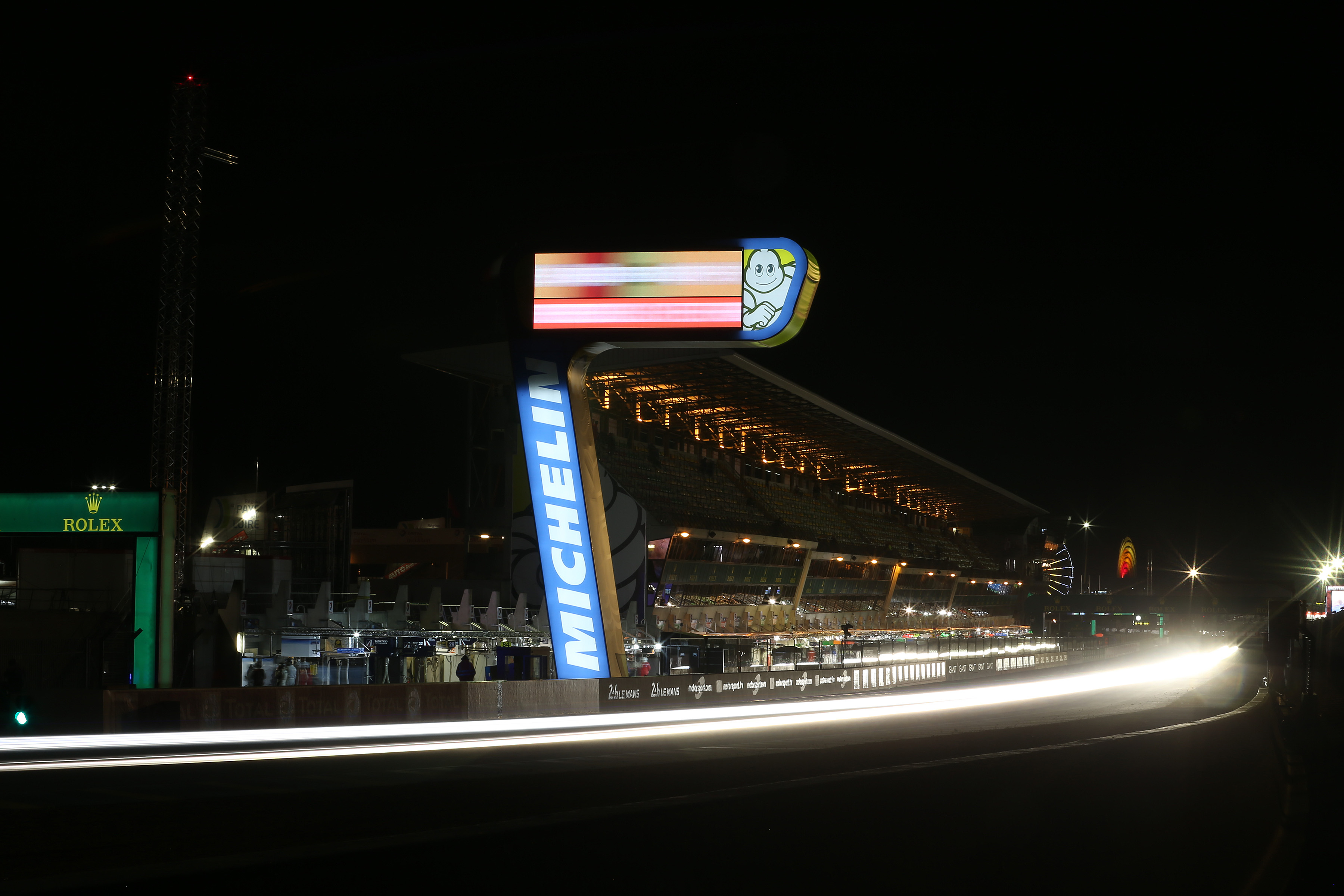
Les stands durant la phase nocturne de la course.

### Classement final de la course
Voici le classement officiel au terme de la course. Les premiers de chaque catégorie sont signalés par un fond jauni.
| Pos   | Classe    | no | Équipe                    | Pilotes                                                      | Châssis                          | Pneus | Tours | Temps/ Abandon        |
| Pos   | Classe    | no | Équipe                    | Pilotes                                                      | Moteur                           | Pneus | Tours | Temps/ Abandon        |
| ----- | --------- | -- | ------------------------- | ------------------------------------------------------------ | -------------------------------- | ----- | ----- | --------------------- |
| 1     | LMP1      | 8  | Toyota Gazoo Racing       | Sébastien Buemi Kazuki Nakajima Fernando Alonso              | Toyota TS050 Hybrid              | M     | 388   | 24 h 00 min 52 s 247  |
| 1     | LMP1      | 8  | Toyota Gazoo Racing       | Sébastien Buemi Kazuki Nakajima Fernando Alonso              | Toyota 2.4 L Turbo V6            | M     | 388   | 24 h 00 min 52 s 247  |
| 2     | LMP1      | 7  | Toyota Gazoo Racing       | Mike Conway Kamui Kobayashi José María López                 | Toyota TS050 Hybrid              | M     | 386   | + 2 tours             |
| 2     | LMP1      | 7  | Toyota Gazoo Racing       | Mike Conway Kamui Kobayashi José María López                 | Toyota 2.4 L Turbo V6            | M     | 386   | + 2 tours             |
| 3     | LMP1      | 3  | Rebellion Racing          | Thomas Laurent Gustavo Menezes Mathias Beche                 | Rebellion R13                    | M     | 376   | + 12 tours            |
| 3     | LMP1      | 3  | Rebellion Racing          | Thomas Laurent Gustavo Menezes Mathias Beche                 | Gibson GL458 4.5 L V8            | M     | 376   | + 12 tours            |
| 4     | LMP1      | 1  | Rebellion Racing          | Bruno Senna André Lotterer Neel Jani                         | Rebellion R13                    | M     | 375   | + 13 tours            |
| 4     | LMP1      | 1  | Rebellion Racing          | Bruno Senna André Lotterer Neel Jani                         | Gibson GL458 4.5 L V8            | M     | 375   | + 13 tours            |
| 5     | LMP2      | 36 | Signatech Alpine Matmut   | Nicolas Lapierre Pierre Thiriet André Negrão                 | Alpine A470                      | D     | 367   | + 21 tours            |
| 5     | LMP2      | 36 | Signatech Alpine Matmut   | Nicolas Lapierre Pierre Thiriet André Negrão                 | Gibson GK428 4.2 L V8            | D     | 367   | + 21 tours            |
| 6     | LMP2      | 39 | Graff-SO24                | Vincent Capillaire Jonathan Hirschi Tristan Gommendy         | Oreca 07                         | D     | 366   | + 22 tours            |
| 6     | LMP2      | 39 | Graff-SO24                | Vincent Capillaire Jonathan Hirschi Tristan Gommendy         | Gibson GK428 4.2 L V8            | D     | 366   | + 22 tours            |
| 7     | LMP2      | 32 | United Autosports         | Hugo de Sadeleer Will Owen Juan Pablo Montoya                | Ligier JS P217                   | D     | 365   | + 23 tours            |
| 7     | LMP2      | 32 | United Autosports         | Hugo de Sadeleer Will Owen Juan Pablo Montoya                | Gibson GK428 4.2 L V8            | D     | 365   | + 23 tours            |
| 8     | LMP2      | 37 | Jackie Chan DC Racing     | Jazeman Jaafar Nabil Jeffri Weiron Tan                       | Oreca 07                         | D     | 361   | + 27 tours            |
| 8     | LMP2      | 37 | Jackie Chan DC Racing     | Jazeman Jaafar Nabil Jeffri Weiron Tan                       | Gibson GK428 4.2 L V8            | D     | 361   | + 27 tours            |
| 9     | LMP2      | 31 | DragonSpeed               | Roberto González Pastor Maldonado Nathanaël Berthon          | Oreca 07                         | M     | 360   | + 28 tours            |
| 9     | LMP2      | 31 | DragonSpeed               | Roberto González Pastor Maldonado Nathanaël Berthon          | Gibson GK428 4.2 L V8            | M     | 360   | + 28 tours            |
| 10    | LMP2      | 38 | Jackie Chan DC Racing     | Ho-Pin Tung Gabriel Aubry Stéphane Richelmi                  | Oreca 07                         | D     | 356   | + 32 tours            |
| 10    | LMP2      | 38 | Jackie Chan DC Racing     | Ho-Pin Tung Gabriel Aubry Stéphane Richelmi                  | Gibson GK428 4.2 L V8            | D     | 356   | + 32 tours            |
| 11    | LMP2      | 29 | Racing Team Nederland     | Giedo van der Garde Jan Lammers Frits van Eerd               | Dallara P217                     | M     | 356   | + 32 tours            |
| 11    | LMP2      | 29 | Racing Team Nederland     | Giedo van der Garde Jan Lammers Frits van Eerd               | Gibson GK428 4.2 L V8            | M     | 356   | + 32 tours            |
| 12    | LMP2      | 33 | Jackie Chan DC Racing     | David Cheng Nicholas Boulle Pierre Nicolet                   | Ligier JS P217                   | D     | 355   | + 33 tours            |
| 12    | LMP2      | 33 | Jackie Chan DC Racing     | David Cheng Nicholas Boulle Pierre Nicolet                   | Gibson GK428 4.2 L V8            | D     | 355   | + 33 tours            |
| 13    | LMP2      | 23 | Panis-Barthez Compétition | Julien Canal Timothé Buret Will Stevens                      | Ligier JS P217                   | M     | 352   | + 36 tours            |
| 13    | LMP2      | 23 | Panis-Barthez Compétition | Julien Canal Timothé Buret Will Stevens                      | Gibson GK428 4.2 L V8            | M     | 352   | + 36 tours            |
| 14    | LMP2      | 35 | SMP Racing                | Viktor Shaytar Harrison Newey Norman Nato                    | Dallara P217                     | D     | 345   | + 43 tours            |
| 14    | LMP2      | 35 | SMP Racing                | Viktor Shaytar Harrison Newey Norman Nato                    | Gibson GK428 4.2 L V8            | D     | 345   | + 43 tours            |
| 15    | LMGTE Pro | 92 | Porsche GT Team           | Michael Christensen Kévin Estre Laurens Vanthoor             | Porsche 911 RSR                  | M     | 344   | + 44 tours            |
| 15    | LMGTE Pro | 92 | Porsche GT Team           | Michael Christensen Kévin Estre Laurens Vanthoor             | Porsche 4.0 L Flat-6             | M     | 344   | + 44 tours            |
| 16    | LMGTE Pro | 91 | Porsche GT Team           | Richard Lietz Gianmaria Bruni Frédéric Makowiecki            | Porsche 911 RSR                  | M     | 343   | + 45 tours            |
| 16    | LMGTE Pro | 91 | Porsche GT Team           | Richard Lietz Gianmaria Bruni Frédéric Makowiecki            | Porsche 4.0 L Flat-6             | M     | 343   | + 45 tours            |
| 17    | LMGTE Pro | 68 | Ford Chip Ganassi Team UK | Joey Hand Dirk Müller Sébastien Bourdais                     | Ford GT                          | M     | 343   | + 45 tours            |
| 17    | LMGTE Pro | 68 | Ford Chip Ganassi Team UK | Joey Hand Dirk Müller Sébastien Bourdais                     | Ford EcoBoost 3.5 L Turbo V6     | M     | 343   | + 45 tours            |
| 18    | LMGTE Pro | 63 | Corvette Racing - GM      | Jan Magnussen Antonio García Mike Rockenfeller               | Chevrolet Corvette C7.R          | M     | 342   | + 46 tours            |
| 18    | LMGTE Pro | 63 | Corvette Racing - GM      | Jan Magnussen Antonio García Mike Rockenfeller               | Chevrolet 5.5 L V8               | M     | 342   | + 46 tours            |
| 19    | LMP2      | 47 | Cetilar Villorba Corse    | Roberto Lacorte Giorgio Sernagiotto Felipe Nasr              | Dallara P217                     | D     | 342   | + 46 tours            |
| 19    | LMP2      | 47 | Cetilar Villorba Corse    | Roberto Lacorte Giorgio Sernagiotto Felipe Nasr              | Gibson GK428 4.2 L V8            | D     | 342   | + 46 tours            |
| 20    | LMGTE Pro | 52 | AF Corse                  | Toni Vilander Pipo Derani Antonio Giovinazzi                 | Ferrari 488 GTE Evo              | M     | 341   | + 47 tours            |
| 20    | LMGTE Pro | 52 | AF Corse                  | Toni Vilander Pipo Derani Antonio Giovinazzi                 | Ferrari F154CB 3.9 L Turbo V8    | M     | 341   | + 47 tours            |
| 21    | LMGTE Pro | 66 | Ford Chip Ganassi Team UK | Stefan Mücke Olivier Pla Billy Johnson (en)                  | Ford GT                          | M     | 340   | + 48 tours            |
| 21    | LMGTE Pro | 66 | Ford Chip Ganassi Team UK | Stefan Mücke Olivier Pla Billy Johnson (en)                  | Ford EcoBoost 3.5 L Turbo V6     | M     | 340   | + 48 tours            |
| 22    | LMGTE Pro | 51 | AF Corse                  | James Calado Alessandro Pier Guidi Daniel Serra              | Ferrari 488 GTE Evo              | M     | 339   | + 49 tours            |
| 22    | LMGTE Pro | 51 | AF Corse                  | James Calado Alessandro Pier Guidi Daniel Serra              | Ferrari F154CB 3.9 L Turbo V8    | M     | 339   | + 49 tours            |
| 23    | LMGTE Pro | 95 | Aston Martin Racing       | Nicki Thiim Marco Sørensen Darren Turner                     | Aston Martin Vantage AMR         | M     | 339   | + 49 tours            |
| 23    | LMGTE Pro | 95 | Aston Martin Racing       | Nicki Thiim Marco Sørensen Darren Turner                     | Aston Martin 4.0 L Turbo V8      | M     | 339   | + 49 tours            |
| 24    | LMGTE Pro | 71 | AF Corse                  | Davide Rigon Sam Bird Miguel Molina                          | Ferrari 488 GTE Evo              | M     | 338   | + 50 tours            |
| 24    | LMGTE Pro | 71 | AF Corse                  | Davide Rigon Sam Bird Miguel Molina                          | Ferrari F154CB 3.9 L Turbo V8    | M     | 338   | + 50 tours            |
| 25    | LMGTE Am  | 77 | Dempsey-Proton Racing     | Matt Campbell Christian Ried Julien Andlauer                 | Porsche 911 RSR                  | M     | 335   | + 53 tours            |
| 25    | LMGTE Am  | 77 | Dempsey-Proton Racing     | Matt Campbell Christian Ried Julien Andlauer                 | Porsche 4.0 L Flat-6             | M     | 335   | + 53 tours            |
| 26    | LMGTE Am  | 54 | Spirit of Race            | Thomas Flöhr (en) Francesco Castellacci Giancarlo Fisichella | Ferrari 488 GTE                  | M     | 335   | + 53 tours            |
| 26    | LMGTE Am  | 54 | Spirit of Race            | Thomas Flöhr (en) Francesco Castellacci Giancarlo Fisichella | Ferrari F154CB 3.9 L Turbo V8    | M     | 335   | + 53 tours            |
| 27    | LMGTE Pro | 93 | Porsche GT Team           | Patrick Pilet Nick Tandy Earl Bamber                         | Porsche 911 RSR                  | M     | 334   | + 54 tours            |
| 27    | LMGTE Pro | 93 | Porsche GT Team           | Patrick Pilet Nick Tandy Earl Bamber                         | Porsche 4.0 L Flat-6             | M     | 334   | + 54 tours            |
| 28    | LMGTE Am  | 85 | Keating Motorsports       | Ben Keating Jeroen Bleekemolen Luca Stolz                    | Ferrari 488 GTE                  | M     | 334   | + 54 tours            |
| 28    | LMGTE Am  | 85 | Keating Motorsports       | Ben Keating Jeroen Bleekemolen Luca Stolz                    | Ferrari F154CB 3.9 L Turbo V8    | M     | 334   | + 54 tours            |
| 29    | LMGTE Am  | 99 | Proton Racing             | Patrick Long Timothy Pappas Spencer Pumpelly                 | Porsche 911 RSR                  | M     | 334   | + 54 tours            |
| 29    | LMGTE Am  | 99 | Proton Racing             | Patrick Long Timothy Pappas Spencer Pumpelly                 | Porsche 4.0 L Flat-6             | M     | 334   | + 54 tours            |
| 30    | LMGTE Am  | 84 | JMW Motorsport            | Liam Griffin (en) Cooper MacNeil Jeff Segal                  | Ferrari 488 GTE                  | M     | 332   | + 56 tours            |
| 30    | LMGTE Am  | 84 | JMW Motorsport            | Liam Griffin (en) Cooper MacNeil Jeff Segal                  | Ferrari F154CB 3.9 L Turbo V8    | M     | 332   | + 56 tours            |
| 31    | LMGTE Am  | 80 | Ebimotors                 | Fabio Babini Christina Nielsen Erik Maris                    | Porsche 911 RSR                  | M     | 332   | + 56 tours            |
| 31    | LMGTE Am  | 80 | Ebimotors                 | Fabio Babini Christina Nielsen Erik Maris                    | Porsche 4.0 L Flat-6             | M     | 332   | + 56 tours            |
| 32    | LMP2      | 50 | Larbre Compétition        | Erwin Creed Romano Ricci Thomas Dagoneau                     | Ligier JS P217                   | M     | 332   | + 56 tours            |
| 32    | LMP2      | 50 | Larbre Compétition        | Erwin Creed Romano Ricci Thomas Dagoneau                     | Gibson GK428 4.2 L V8            | M     | 332   | + 56 tours            |
| 33    | LMGTE Pro | 81 | BMW Team MTEK             | Nicky Catsburg Martin Tomczyk Philipp Eng                    | BMW M8 GTE                       | M     | 332   | + 56 tours            |
| 33    | LMGTE Pro | 81 | BMW Team MTEK             | Nicky Catsburg Martin Tomczyk Philipp Eng                    | BMW S63 4.0 L Turbo V8           | M     | 332   | + 56 tours            |
| 34    | LMGTE Am  | 56 | Team Project 1            | Jörg Bergmeister Patrick Lindsey Egidio Perfetti             | Porsche 911 RSR                  | M     | 332   | + 56 tours            |
| 34    | LMGTE Am  | 56 | Team Project 1            | Jörg Bergmeister Patrick Lindsey Egidio Perfetti             | Porsche 4.0 L Flat-6             | M     | 332   | + 56 tours            |
| 35    | LMGTE Am  | 61 | Clearwater Racing         | Matthew Griffin Weng Sun Mok Keita Sawa                      | Ferrari 488 GTE                  | M     | 332   | + 56 tours            |
| 35    | LMGTE Am  | 61 | Clearwater Racing         | Matthew Griffin Weng Sun Mok Keita Sawa                      | Ferrari F154CB 3.9 L Turbo V8    | M     | 332   | + 56 tours            |
| 36    | LMGTE Pro | 67 | Ford Chip Ganassi Team UK | Harry Tincknell Andy Priaulx Tony Kanaan                     | Ford GT                          | M     | 332   | + 56 tours            |
| 36    | LMGTE Pro | 67 | Ford Chip Ganassi Team UK | Harry Tincknell Andy Priaulx Tony Kanaan                     | Ford EcoBoost 3.5 L Turbo V6     | M     | 332   | + 56 tours            |
| 37    | LMGTE Pro | 97 | Aston Martin Racing       | Alex Lynn Jonathan Adam Maxime Martin                        | Aston Martin Vantage AMR         | M     | 327   | + 61 tours            |
| 37    | LMGTE Pro | 97 | Aston Martin Racing       | Alex Lynn Jonathan Adam Maxime Martin                        | Aston Martin 4.0 L Turbo V8      | M     | 327   | + 61 tours            |
| 38    | LMGTE Am  | 70 | MR Racing                 | Olivier Beretta Eddie Cheever III (en) Motoaki Ishikawa      | Ferrari 488 GTE                  | M     | 324   | + 64 tours            |
| 38    | LMGTE Am  | 70 | MR Racing                 | Olivier Beretta Eddie Cheever III (en) Motoaki Ishikawa      | Ferrari F154CB 3.9 L Turbo V8    | M     | 324   | + 64 tours            |
| 39    | LMGTE Pro | 69 | Ford Chip Ganassi Team UK | Ryan Briscoe Richard Westbrook Scott Dixon                   | Ford GT                          | M     | 309   | + 79 tours            |
| 39    | LMGTE Pro | 69 | Ford Chip Ganassi Team UK | Ryan Briscoe Richard Westbrook Scott Dixon                   | Ford EcoBoost 3.5 L Turbo V6     | M     | 309   | + 79 tours            |
| 40    | LMGTE Am  | 86 | Gulf Racing               | Michael Wainwright Ben Barker Alex Davison                   | Porsche 911 RSR                  | M     | 283   | + 105 tours           |
| 40    | LMGTE Am  | 86 | Gulf Racing               | Michael Wainwright Ben Barker Alex Davison                   | Porsche 4.0 L Flat-6             | M     | 283   | + 105 tours           |
| 41    | LMP1      | 5  | CEFC TRSM Racing          | Charlie Robertson Mike Simpson Léo Roussel                   | Ginetta G60-LT-P1                | M     | 283   | + 105 tours           |
| 41    | LMP1      | 5  | CEFC TRSM Racing          | Charlie Robertson Mike Simpson Léo Roussel                   | Mecachrome V634P1 3.4 L Turbo V6 | M     | 283   | + 105 tours           |
| N. c. | LMP2      | 44 | Eurasia Motorsport        | Andrea Bertolini Niclas Jönsson Tracy Krohn                  | Ligier JS P217                   | D     | 334   | Non classé            |
| N. c. | LMP2      | 44 | Eurasia Motorsport        | Andrea Bertolini Niclas Jönsson Tracy Krohn                  | Gibson GK428 4.2 L V8            | D     | 334   | Non classé            |
| Abd.  | LMP1      | 11 | SMP Racing                | Mikhail Aleshin Vitaly Petrov Jenson Button                  | BR Engineering BR1               | M     | 315   | Moteur                |
| Abd.  | LMP1      | 11 | SMP Racing                | Mikhail Aleshin Vitaly Petrov Jenson Button                  | AER P60B 2.4 L Turbo V6          | M     | 315   | Moteur                |
| Abd.  | LMP2      | 48 | IDEC Sport Racing         | Paul Lafargue Paul-Loup Chatin Memo Rojas                    | Oreca 07                         | M     | 312   | Boîte de vitesses     |
| Abd.  | LMP2      | 48 | IDEC Sport Racing         | Paul Lafargue Paul-Loup Chatin Memo Rojas                    | Gibson GK428 4.2 L V8            | M     | 312   | Boîte de vitesses     |
| Abd.  | LMGTE Am  | 90 | TF Sport                  | Euan Hankey Charlie Eastwood Salih Yoluç                     | Aston Martin Vantage GTE         | M     | 304   | Arbre de transmission |
| Abd.  | LMGTE Am  | 90 | TF Sport                  | Euan Hankey Charlie Eastwood Salih Yoluç                     | Aston Martin 4.5 L V8            | M     | 304   | Arbre de transmission |
| Abd.  | LMP2      | 22 | United Autosports         | Phil Hanson Paul di Resta Filipe Albuquerque                 | Ligier JS P217                   | D     | 288   | Accident              |
| Abd.  | LMP2      | 22 | United Autosports         | Phil Hanson Paul di Resta Filipe Albuquerque                 | Gibson GK428 4.2 L V8            | D     | 288   | Accident              |
| Abd.  | LMGTE Pro | 64 | Corvette Racing - GM      | Oliver Gavin Tommy Milner Marcel Fässler                     | Chevrolet Corvette C7.R          | M     | 259   | Surchauffe            |
| Abd.  | LMGTE Pro | 64 | Corvette Racing - GM      | Oliver Gavin Tommy Milner Marcel Fässler                     | Chevrolet 5.5 L V8               | M     | 259   | Surchauffe            |
| Abd.  | LMP1      | 10 | DragonSpeed               | Ben Hanley Henrik Hedman Renger van der Zande                | BR Engineering BR1               | M     | 244   | Accident              |
| Abd.  | LMP1      | 10 | DragonSpeed               | Ben Hanley Henrik Hedman Renger van der Zande                | Gibson GL458 4.5 L V8            | M     | 244   | Accident              |
| Abd.  | LMP2      | 25 | Algarve Pro Racing        | Mark Patterson Ate de Jong Tacksung Kim                      | Ligier JS P217                   | D     | 237   | Boîte de vitesses     |
| Abd.  | LMP2      | 25 | Algarve Pro Racing        | Mark Patterson Ate de Jong Tacksung Kim                      | Gibson GK428 4.2 L V8            | D     | 237   | Boîte de vitesses     |
| Abd.  | LMGTE Am  | 88 | Dempsey-Proton Racing     | Khaled Al Qubaisi Matteo Cairoli Giorgio Roda                | Porsche 911 RSR                  | M     | 225   | Suspension            |
| Abd.  | LMGTE Am  | 88 | Dempsey-Proton Racing     | Khaled Al Qubaisi Matteo Cairoli Giorgio Roda                | Porsche 4.0 L Flat-6             | M     | 225   | Suspension            |
| Abd.  | LMGTE Pro | 82 | BMW Team MTEK             | António Félix da Costa Alexander Sims Augusto Farfus         | BMW M8 GTE                       | M     | 223   | Dégâts                |
| Abd.  | LMGTE Pro | 82 | BMW Team MTEK             | António Félix da Costa Alexander Sims Augusto Farfus         | BMW S63 4.0 L Turbo V8           | M     | 223   | Dégâts                |
| Abd.  | LMP2      | 40 | G-Drive Racing            | James Allen José Gutiérrez (en) Enzo Guibbert                | Oreca 07                         | D     | 197   | Accident              |
| Abd.  | LMP2      | 40 | G-Drive Racing            | James Allen José Gutiérrez (en) Enzo Guibbert                | Gibson GK428 4.2 L V8            | D     | 197   | Accident              |
| Abd.  | LMP2      | 34 | Jackie Chan DC Racing     | Ricky Taylor Côme Ledogar David Heinemeier Hansson           | Ligier JS P217                   | D     | 195   | Moteur                |
| Abd.  | LMP2      | 34 | Jackie Chan DC Racing     | Ricky Taylor Côme Ledogar David Heinemeier Hansson           | Gibson GK428 4.2 L V8            | D     | 195   | Moteur                |
| Abd.  | LMP1      | 6  | CEFC TRSM Racing          | Oliver Rowland Alex Brundle Oliver Turvey                    | Ginetta G60-LT-P1                | M     | 137   | Électrique            |
| Abd.  | LMP1      | 6  | CEFC TRSM Racing          | Oliver Rowland Alex Brundle Oliver Turvey                    | Mecachrome V634P1 3.4 L Turbo V6 | M     | 137   | Électrique            |
| Abd.  | LMP1      | 17 | SMP Racing                | Stéphane Sarrazin Matevos Isaakyan Egor Orudzhev             | BR Engineering BR1               | M     | 123   | Accident              |
| Abd.  | LMP1      | 17 | SMP Racing                | Stéphane Sarrazin Matevos Isaakyan Egor Orudzhev             | AER P60B 2.4 L Turbo V6          | M     | 123   | Accident              |
| Abd.  | LMGTE Pro | 94 | Porsche GT Team           | Romain Dumas Timo Bernhard Sven Müller                       | Porsche 911 RSR                  | M     | 92    | Suspension            |
| Abd.  | LMGTE Pro | 94 | Porsche GT Team           | Romain Dumas Timo Bernhard Sven Müller                       | Porsche 4.0 L Flat-6             | M     | 92    | Suspension            |
| Abd.  | LMGTE Am  | 98 | Aston Martin Racing       | Paul Dalla Lana Pedro Lamy Mathias Lauda                     | Aston Martin Vantage GTE         | M     | 92    | Accident              |
| Abd.  | LMGTE Am  | 98 | Aston Martin Racing       | Paul Dalla Lana Pedro Lamy Mathias Lauda                     | Aston Martin 4.5 L V8            | M     | 92    | Accident              |
| Abd.  | LMP1      | 4  | ByKolles Racing           | Oliver Webb Tom Dillmann Dominik Kraihamer                   | ENSO CLM P1/01                   | M     | 65    | Accrochage            |
| Abd.  | LMP1      | 4  | ByKolles Racing           | Oliver Webb Tom Dillmann Dominik Kraihamer                   | Nismo VRX30A 3.0 L Turbo V6      | M     | 65    | Accrochage            |
| Dsq.  | LMP2      | 26 | G-Drive Racing            | Roman Rusinov Andrea Pizzitola Jean-Éric Vergne              | Oreca 07                         | D     | 369   | Disqualifié           |
| Dsq.  | LMP2      | 26 | G-Drive Racing            | Roman Rusinov Andrea Pizzitola Jean-Éric Vergne              | Gibson GK428 4.2 L V8            | D     | 369   | Disqualifié           |
| Dsq.  | LMP2      | 28 | TDS Racing                | François Perrodo Loïc Duval Matthieu Vaxivière               | Oreca 07                         | D     | 366   | Disqualifié           |
| Dsq.  | LMP2      | 28 | TDS Racing                | François Perrodo Loïc Duval Matthieu Vaxivière               | Gibson GK428 4.2 L V8            | D     | 366   | Disqualifié           |

## Records du tour
- Meilleur tour en course absolu : Sébastien Buemi sur Toyota TS050 Hybrid en 3 min 17 s 658 (soit 248.174km/h) au tour 5, le 16 juin 2018 à 15h17[70],[73].
- Meilleur tour en course catégorie LMP1 : Sébastien Buemi sur Toyota TS050 Hybrid en 3 min 17 s 658 (soit 248.174km/h) au tour 5, le 16 juin 2018 à 15h17[70],[73].
- Meilleur tour en course catégorie LMP2 : Nathanaël Berthon sur DragonSpeed Oreca 07-Gibson en 3 min 27 s 200 (soit 236.745km/h) au tour 238, le 17 juin 2018 à 06h54[70],[73].
- Meilleur tour en course catégorie GTE Pro : Jan Magnussen sur Chevrolet Corvette C7.R en 3 min 49 s 448 (soit 213.790km/h) au tour 296, le 17 juin 2018 à 11h56[70],[73].
- Meilleur tour en course catégorie GTE Am : Ben Barker sur Porsche 911 RSR en 3 min 52 s 600 (soit 210.893km/h) au tour 3, le 16 juin 2018 à 15h13[70],[73].

## Tours en tête
Tours en tête
- no 7 Toyota TS050 Hybrid - Toyota Gazoo Racing : 205 (1-4 / 9-10 / 20-21 / 30-55 / 65-74 / 81-82 / 92-93 / 102-253 / 257-258 / 269-269 / 280-280 / 291-291 / 302-302)
- no 8 Toyota TS050 Hybrid - Toyota Gazoo Racing : 183 (5-8 / 11-19 / 22-29 / 56-64 / 75-80 / 83-92 / 94-101 / 254-256 / 259-268 / 270-279 / 281-290 / 292-301 / 303-388)